# Присередня клиноподібна кістка
Присередня (медіальна) клиноподібна кістка (лат. os cuneiforme mediale) — одна з клиноподібних кісток заплесна, розташована між човноподібною і плесновими кістками, з якою вона з'єднується.